# زينوساغا إيبيسود 2
زينوساغا إيبيسود 2: جينسيتس فون غوت أند بوس (بالإنجليزية: Xenosaga Episode II: Jenseits von Gut und Böse)‏ و (باليابانية: ゼノサーガ エピソードII 善悪の彼岸) هي لعبة فيديو تقمص أدوار تم إنتاجها لأجهزة بلاي ستيشن 2 في سنة 2004، وقد تم تصميمها عن طريق شركة مونوليث سوفت وتم إنتاجها عن طريق شركة نامكو. تم اقتباس جملة جينسيتس فون غوت أند بوس أي بجانب الخير والشر وهي إحدى جمل فريدريك نيتشه المشهورة.